# Lagoa Empadadas

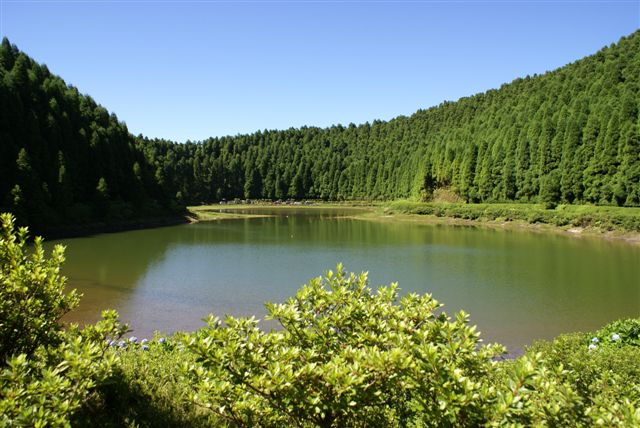
Lagoa das Empadadas, ilha de São Miguel, Arquipélago dos Açores, Portugal.

A Lagoa Empadadas é uma lagoa portuguesa, localizada na ilha Açores açoriana de São Miguel, arquipélago dos Açores em Portugal.
Esta lagoa que se divide por dois lençóis de água com origem em duas diferentes crateras vulcânicas unidas entre si apresenta-se rodeada por bardos de Azáleas e por florestas típica da macaronésia e por florestas de criptomérias.